# Gran Premi de Bèlgica del 2020
El Gran Premi de Bèlgica del 2020 (oficialment anomenat Formula 1 Rolex Belgian Grand Prix 2020) va ser la setena prova de la temporada 2020 de Fórmula 1. Va tenir lloc al Circuit de Spa-Francorchamps, a Stavelot, Bèlgica, del 28 al 30 d'agost del 2020.

## Resultats

### Qualificació
| Pos.                     | No. | Pilot              | Constructor               | Temps    | Temps    | Temps    | Graella |
| Pos.                     | No. | Pilot              | Constructor               | Q1       | Q2       | Q3       | Graella |
| ------------------------ | --- | ------------------ | ------------------------- | -------- | -------- | -------- | ------- |
| 1                        | 44  | Lewis Hamilton     | Mercedes                  | 1:42.323 | 1:42.014 | 1:41.252 | 1       |
| 2                        | 77  | Valtteri Bottas    | Mercedes                  | 1:42.534 | 1:42.126 | 1:41.763 | 2       |
| 3                        | 33  | Max Verstappen     | Red Bull Racing-Honda     | 1:43.197 | 1:42.126 | 1:41.778 | 3       |
| 4                        | 3   | Daniel Ricciardo   | Renault                   | 1:43.309 | 1:42.487 | 1:42.061 | 4       |
| 5                        | 23  | Alexander Albon    | Red Bull Racing-Honda     | 1:43.418 | 1:42.193 | 1:42.264 | 5       |
| 6                        | 31  | Esteban Ocon       | Renault                   | 1:43.505 | 1:42.534 | 1:42.396 | 6       |
| 7                        | 55  | Carlos Sainz       | McLaren-Renault           | 1:43.322 | 1:42.478 | 1:42.438 | 7       |
| 8                        | 11  | Sergio Pérez       | Racing Point-BWT Mercedes | 1:43.349 | 1:42.670 | 1:42.532 | 8       |
| 9                        | 18  | Lance Stroll       | Racing Point-BWT Mercedes | 1:43.265 | 1:42.491 | 1:42.603 | 9       |
| 10                       | 4   | Lando Norris       | McLaren-Renault           | 1:43.514 | 1:42.722 | 1:42.657 | 10      |
| 11                       | 26  | Daniil Kvyat       | AlphaTauri-Honda          | 1:43.267 | 1:42.730 | N/A      | 11      |
| 12                       | 10  | Pierre Gasly       | AlphaTauri-Honda          | 1:43.262 | 1:42.745 | N/A      | 12      |
| 13                       | 16  | Charles Leclerc    | Ferrari                   | 1:43.656 | 1:42.996 | N/A      | 13      |
| 14                       | 5   | Sebastian Vettel   | Ferrari                   | 1:43.567 | 1:43.261 | N/A      | 14      |
| 15                       | 63  | George Russell     | Williams-Mercedes         | 1:43.630 | 1:43.468 | N/A      | 15      |
| 16                       | 7   | Kimi Räikkönen     | Alfa Romeo Racing-Ferrari | 1:43.743 | N/A      | N/A      | 16      |
| 17                       | 8   | Romain Grosjean    | Haas-Ferrari              | 1:43.838 | N/A      | N/A      | 17      |
| 18                       | 99  | Antonio Giovinazzi | Alfa Romeo Racing-Ferrari | 1:43.950 | N/A      | N/A      | 18      |
| 19                       | 6   | Nicholas Latifi    | Williams-Mercedes         | 1:44.138 | N/A      | N/A      | 19      |
| 20                       | 20  | Kevin Magnussen    | Haas-Ferrari              | 1:44.314 | N/A      | N/A      | 20      |
| Temps del 107%: 1:49.485 |     |                    |                           |          |          |          |         |
| Font:                    |     |                    |                           |          |          |          |         |

### Cursa
| Pos.                                                           | No. | Pilot              | Constructor               | Voltes | Temps       | Graella | Punts |
| -------------------------------------------------------------- | --- | ------------------ | ------------------------- | ------ | ----------- | ------- | ----- |
| 1                                                              | 44  | Lewis Hamilton     | Mercedes                  | 44     | 1:24:08.761 | 1       | 25    |
| 2                                                              | 77  | Valtteri Bottas    | Mercedes                  | 44     | +8.448      | 2       | 18    |
| 3                                                              | 33  | Max Verstappen     | Red Bull Racing-Honda     | 44     | +15.455     | 3       | 15    |
| 4                                                              | 3   | Daniel Ricciardo   | Renault                   | 44     | +18.877     | 4       | 131   |
| 5                                                              | 31  | Esteban Ocon       | Renault                   | 44     | +40.650     | 6       | 10    |
| 6                                                              | 23  | Alexander Albon    | Red Bull Racing-Honda     | 44     | +42.712     | 5       | 8     |
| 7                                                              | 4   | Lando Norris       | McLaren-Renault           | 44     | +43.774     | 10      | 6     |
| 8                                                              | 10  | Pierre Gasly       | AlphaTauri-Honda          | 44     | +47.371     | 12      | 4     |
| 9                                                              | 18  | Lance Stroll       | Racing Point-BWT Mercedes | 44     | +52.603     | 9       | 2     |
| 10                                                             | 11  | Sergio Pérez       | Racing Point-BWT Mercedes | 44     | +53.179     | 8       | 1     |
| 11                                                             | 26  | Daniil Kvyat       | AlphaTauri-Honda          | 44     | +1:10.200   | 11      |       |
| 12                                                             | 7   | Kimi Räikkönen     | Alfa Romeo Racing-Ferrari | 44     | +1:11.504   | 16      |       |
| 13                                                             | 5   | Sebastian Vettel   | Ferrari                   | 44     | +1:12.894   | 14      |       |
| 14                                                             | 16  | Charles Leclerc    | Ferrari                   | 44     | +1:14.920   | 13      |       |
| 15                                                             | 8   | Romain Grosjean    | Haas-Ferrari              | 44     | +1:16.793   | 17      |       |
| 16                                                             | 6   | Nicholas Latifi    | Williams-Mercedes         | 44     | +1:17.795   | 19      |       |
| 17                                                             | 20  | Kevin Magnussen    | Haas-Ferrari              | 44     | +1:25.540   | 20      |       |
| –                                                              | 99  | Antonio Giovinazzi | Alfa Romeo Racing-Ferrari | 9      | –           | 18      |       |
| –                                                              | 63  | George Russell     | Williams-Mercedes         | 9      | –           | 15      |       |
| Volta ràpida: Daniel Ricciardo (Renault) – 1:47.483 (volta 44) |     |                    |                           |        |             |         |       |
| Font:                                                          |     |                    |                           |        |             |         |       |

Notes
- ^1  – Inclou un punt per la volta ràpida.

## Classificació del campionat després de la cursa
| Pos.  | Pilot           | Punts |
| ----- | --------------- | ----- |
| 1     | Lewis Hamilton  | 157   |
| 2     | Max Verstappen  | 110   |
| 3     | Valtteri Bottas | 107   |
| 4     | Alexander Albon | 48    |
| 5     | Charles Leclerc | 45    |
| Font: |                 |       |

| Pos.  | Constructor               | Punts |
| ----- | ------------------------- | ----- |
| 1     | Mercedes                  | 264   |
| 2     | Red Bull Racing-Honda     | 158   |
| 3     | McLaren-Renault           | 68    |
| 4     | Racing Point-BWT Mercedes | 66    |
| 5     | Ferrari                   | 61    |
| Font: |                           |       |

- Nota: Només s'inclouen les cinc primeres posicions en les dues classificacions.